# 사뮈엘 드 샹플랭
사뮈엘 드 샹플랭(프랑스어: Samuel de Champlain, 1567년 8월 13일 ~ 1635년 12월 25일)은 17세기 프랑스의 지리학자, 탐험가, 지도 제작자, 캐나다 식민지 개척자, 뉴프랑스의 아버지로 불린다. 1604년에 프랑스 앙리 4세의 왕명을 받고 캐나다를 탐험, 세인트로렌스강과 포트로열항을 조사하고 프랑스가 만든 북미지역의 초기 정착지인 퀘벡을 건설하여 초대 총독이 되었다.

## 어린 시절

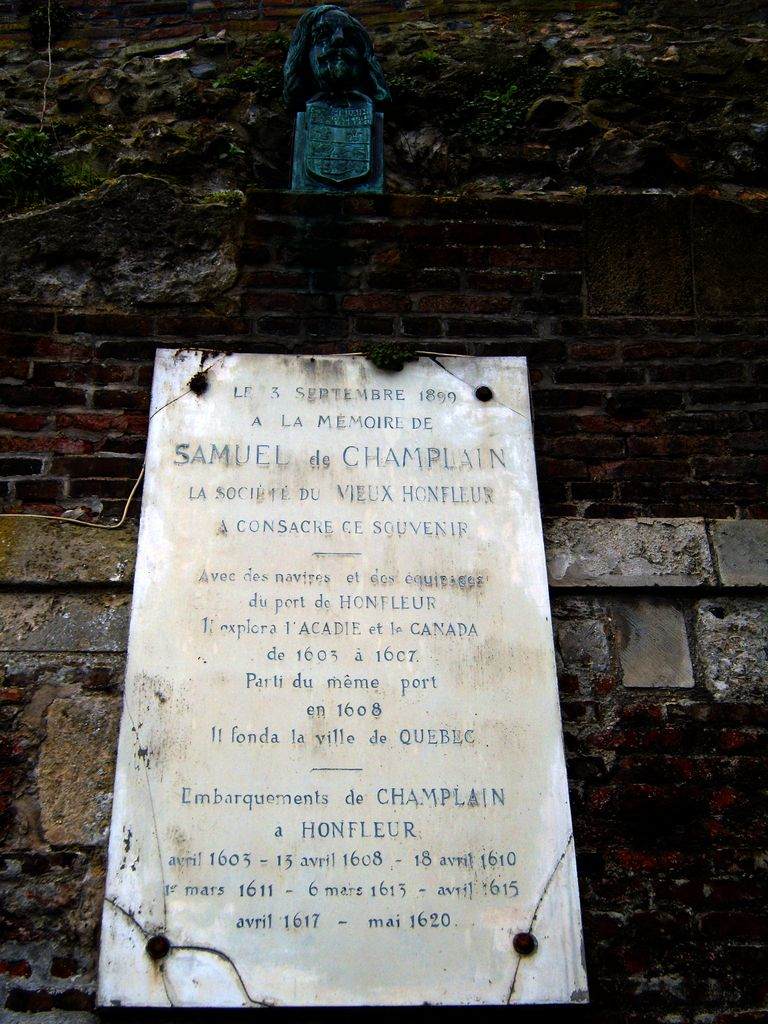
샹플랭의 출발들을 기념하는 각판 (옹플뢰르 소재)

샹플랭은 생통주에 있는 브루아주 마을에서 앙투안 샹플랭과 마게리트 르루아에게 태어났으며 역사가들은 그의 태어난 날짜에 대하여 정확히 모르나 대부분 1567년과 1570년 사이였다고 동의한다. 브루아주는 샹플랭의 부친이 전체 상선에서 선장이었던 항구 도시였다. 사뮈엘 드 샹플랭은 아마 자신이 읽고 쓰는 것을 배운 겸손한 교육을 받았을 것이다. 그러나 그의 읽는 기능은 항해술이었다. 그는 어린 나이에 바다로 가서 해상 용해도를 조종하고, 그리면서 만드는 것을 배웠다. 이 시간 시기 동안 프랑스는 스페인을 상대로 전쟁에 있었다. 1593년 샹플랭은 또한 프랑스의 앙리 4세로 알려진 나바르 왕국의 앙리의 군대에서 복무하였다. 그는 1598년 앙리 4세와 프랑스의 승리까지 5년간 군복무를 하였다. 전쟁이 끝났을 때 샹플랭은 아무 포로로 잡힌 스페인군들을 스페인으로 돌려보내는 임무에 자신의 삼촌 프로방살 선장에 가입하였다.
1598년 9월 9일 자신들의 선원과 스페인군 포로들과 더불어 샹플랭과 프로방살은 생쥘리앵 (St Julien)호를 타고 프랑스를 떠났다. 그들은 군인들을 스페인으로 넘겨주었으나 프랑스로 돌아오지 않았다. 대신 스페인 정부는 서인도 제도에서 그 식민지들로 여행을 위하여 프로방살과 샹플랭을 기용하였다. 그들은 받아들였고 1599년과 1601년 사이에 샹플랭은 스페인을 위하여 그들의 아메리카 식민지들로 3개의 항해들을 이루었다. 이 세월들 동안 그는 버진 제도와 다른 카리브해의 섬들, 푸에르토리코, 멕시코와 파나마를 포함한 몇몇의 장소들을 방문하였다. 길을 따라 그는 자신의 여행의 거의를 기록하였다. 1601년 그는 지도, 그리고 동식물의 그림들을 포함한 자신의 여행에 관하여 앙리 4세에게 상세 보고서를 썼다. 그는 대서양과 태평양을 연결하는 데 파나마를 통하여 잘라야 할 운하의 아이디어 마저 언급하였다. 300년 후에 이것은 파나마 운하의 창조에서 보일 것이었다. 국왕은 샹플랭의 서술적 묘사와 함께 인상을 받았다. 앙리 4세는 부유들이 프랑스로 도로 가져올 수 있던 희망들에 프랑스인들이 신세계에서 정착하기 시작하는 것을 원하였다. 그래서 그는 프랑스 식민지와 모피 교역 정착지를 설립하는 데 신세계에서 장소를 찾는 데 원정대를 보냈다. 샹플랭은 이 모험에 참여할 남성들 중에 있을 것이었다.

## 항해들

### 주요 항해

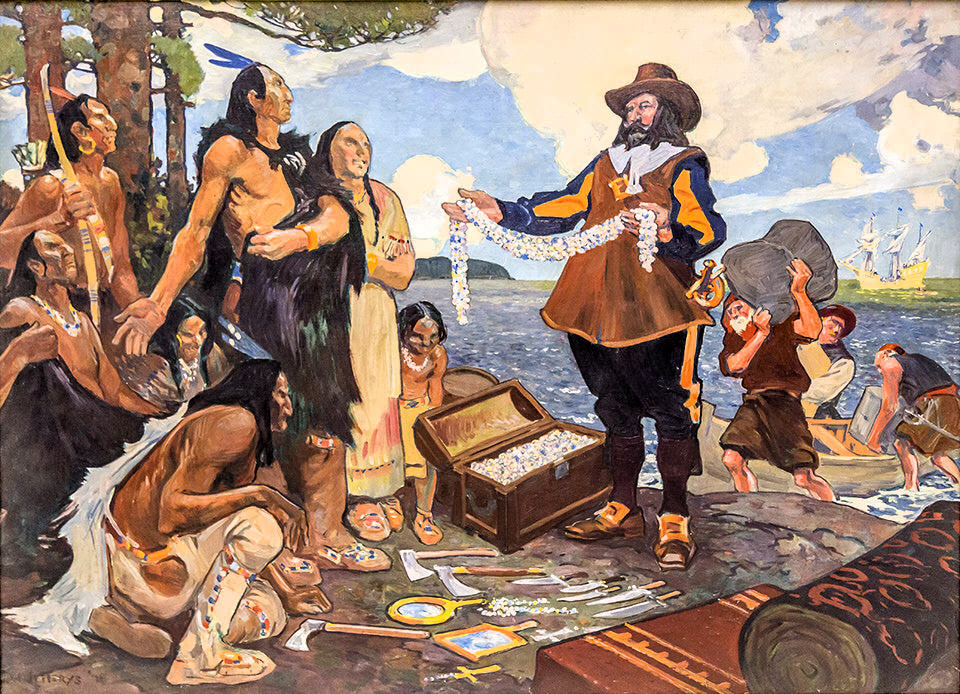
1603년 샹플랭이 인디언들과 교역하는 모습

샹플랭은 프랑수아 그라베의 원정 아래 자신의 두번째 신세계 항해를 하였다. 항선은 1603년 3월 15일 프랑스로부터 항해하였다. 그들은 대서양을 건너 북아메리카에 도착하였다. 그들은 지속적으로 뉴펀들랜드를 지나 세인트로렌스강으로 들어갔다. 그들은 5월 26일 사그네강의 입구 근처에 타두삭 항구에 닻을 내렸다. 여기에 있는 동안 프랑스인들은 어떤 아메리카 인디언들과 상호 작용하였고, 샹플랭은 이 사람들의 의상과 상호 작용들을 기록하였다. 원정은 곧 세인트로렌스강으로 지속되었고, 오늘날 몬트리올 만큼 멀리 이루어졌다. 인디언은 프랑스인들이 서부로 거대한 바다에 관하여 말하는 도움을 준 안내를 하였다. 샹플랭은 이 바다가 태평양과 아시아로 가는 북서항로이기를 희망하였다. 하지만 강한 급류들로 인하여 프랑스인들은 더욱 멀리 탐험할 수 없었다. 그 것은 후에 인디언들이 "바다"로 언급한 것들이 오대호로 알려지게 되었다. 상플랭은 지속적으로 탐험하여 알곤킨족과 휴런족 같은 다른 인디언 종족들과 함께 상호 작용을 하였다. 탐험은 그들이 그해 9월 프랑스로 귀국했을 때 끝났다.
프랑스에서 샹플랭은 국왕에게 자신의 여행에 관하여 상새한 보고를 하였다. 1604년까지 샹플랭은 다시 한번 신세계로 향하였다. 이번에 원정은 피에르 뒤과 드 몽스에 의하여 지도되었다. 드 몽스는 독점 - 모피 교역의 전유를 부여하였다. 그들은 북아메리카의 일부들을 탐험하고 지도에 정밀하게 표하는 데 다음 3년을 보냈다. 원정은 샹플랭이 타고 항해할 3척의 항선들에 항해를 세웠다. 목적은 다시 한번 프랑스의 정착을 위한 좋은 장소를 찾는 데 시도하는 것이었다. 그들은 노바스코샤의 해안에 상륙하여 펀디만으로 주위를 항해하였다. 원정은 세인트로렌스강의 남부 지역들에 그 집중 노력들을 하였다. 몇달 후, 그들은 생크루아강에 있는 생크루아섬에서 겨울을 위하여 정착하였다. 가혹한 겨울을 견딘 후, 그들은 코드곶 만큼 멀리 아래로 동부 해안선을 탐험하기 시작하였다. 1605년 그들은 노바스코샤에 자신들의 첫 성공적 정착지 포트로열을 설립하였다. 1606년 이 현장은 아카디아로 알려진 지역의 수도가 될 것이었다. 몽스는 1605년 9월 프랑스로 돌아와야 했다. 그의 회사는 재정적 어려움을 가지고 있었다. 샹플랭과 원정은 다음 몇년간 지속적으로 이 지역들을 탐험하였다. 1607년 7월 몽스의 모피 교역 독점권은 끝났다. 포트로열은 끝내는 데 강요되었고, 샹플랭과 정착자들은 프랑스로 돌아갔다.

### 그 후의 항해

1612년 샹플랭이 제작한 누벨프랑스의 지도

1608년 샹플랭은 대서양을 가로질러 또다른 탐험에 몽스의 부관으로 선택되었다. 샹플랭은 4월 13일 프랑스를 떠나 세인트로렌스강으로 향하였다. 다시 한번 목적은 새로운 프랑스 식민지를 시작하는 것이었다. 샹플랭은 세인트로렌스강의 기슭들에 지역을 창립하여 요새와 다른 건물들을 건설하기 시작하였다. 그해 7월 샹플랭과 그의 선원들은 누벨프랑스에 첫 성공적인 프랑스 식민지를 창조하였다. 식민지의 현장은 "물의 좁아짐"을 의미하는 인디언의 말로 "케벡" (kebek)으로 불린 장소에서 있었다. 샹플랭과 프랑스인들은 그것을 "Quebec"으로 철자를 지었다. 매우 가혹한 겨울 동안 몇몇의 남성들이 괴혈병으로 사망하였다. 1609년의 여름 샹플랭은 대지를 탐험하여 지도에 정밀하게 표하는 데 서부로 더욱 멀리 대지로 향하는 계획을 세웠다. 자신이 갈 수 있기 전에 알곤킨족과 휴런족들은 권력있는 이로쿼이족들을 공격하는 데 자신들을 돕는 것을 샹플랭에게 의문하였다. 그는 그들에 가입하였고, 7월 29일 그들은 전부 이로쿼이족 군대를 물리쳤다. 이 원정은 또한 샹플랭이 리슐리외강을 탐험하고, 샹플랭 호를 지도에 정밀하게 표하는 데 첫 유럽인이 될 수 있도록 하였다. 이 전투는 프랑스인과 이로쿼이족들 사이에 몇년간 적대의 세월로 이끌었다. 하지만 앙리 4세의 사망과 함께 샹플랭은 자신의 정치적 미래를 논의하는 데 프랑스로 귀국하였다.
샹플랭은 프랑스로 돌아와 퀘벡의 정착지 창조의 성공을 보고하였다. 그 것은 그곳이 프랑스의 모피 교역의 중심지가 될 것에 결정되었다. 다음 몇년 동안 샹플랭은 자신이 원정을 떠나 대지의 거의를 지도에 정밀하게 표했던 누벨프랑스와 퀘벡으로 수없이 돌아갔다. 1610년 그는 다시 한번 이로쿼이족을 상대로 싸웠다. 1611년 봄에 그는 세인트로렌스강으로 항해하여 오늘날 몬트리올 만큼 멀리 이루었다. 그가 프랑스로 귀국했을 때 국왕은 누벨프랑스에서 샹플랭을 자신의 부관이 되는 데 선택하였다. 그는 1613년 3월 퀘벡에 돌아와 있었다. 이번에 그는 오타와강 만큼 멀리 가 오대호로 연결된 지역들을 탐험하였다. 1615년 그는 오타와강을 따라 니피싱 호와 프렌치강으로 여행하였다. 그는 자신이 휴런호의 동부에 있는 조지언만에 도착했을 때 처음으로 오대호를 보았다. 자신이 프랑스로 귀국했을 때 누벨프랑스에서 부관으로서 샹플랭의 직위가 빼앗겼다. 이 발견은 탐험 중에 그의 마지막 위대한 항해였을 것이다. 그는 누벨프랑스에서 자신의 권한을 재설립하고 유지하는 데 노력한 자신 일생의 다음 세월을 보냈다.

## 이후의 세월과 사망
자신의 부관 칭호가 빼앗겼던 것을 알아냈을 때 샹플랭은 1616년 7월 프랑스로 돌아왔다. 그는 국왕에게 그들이 퀘벡 식민지를 키우기 시작하는 것을 제안하였다. 국왕은 동의하였고, 샹플랭은 1620년 다시 한번 누벨프랑스로 돌아갔다. 그는 탐험보다 영토를 지배하고 키우는 것에 전념하는 데 일생의 나머지를 보냈다. 1628년 샹플랭은 누벨프랑스를 식민지화하는 데 리슐리외 추기경에 의하여 결성된 "백명 동료 회사"의 대리가 되었다. 회사는 대구와 고래 잡이들의 제외와 함께 교역의 독점권과 함께 플로리다와 북극 사이에 전부의 대지들이 주어졌다. 퀘벡 식민지는 인디언들로부터 지속적으로 문제들을 가졌다. 1629년 샹플랭은 식민지가 프랑스로 돌아갔을 때 1632년까지 영국인들에게 퀘벡을 항복하는 데 강요되었다. 1633년 샹플랭은 퀘벡으로 돌아와 지속적으로 총독을 지냈다. 나이가 들면서 그는 1635년 후순에 병이 들게 되어 그해 크리스마스에 퀘벡에서 사망하였다.

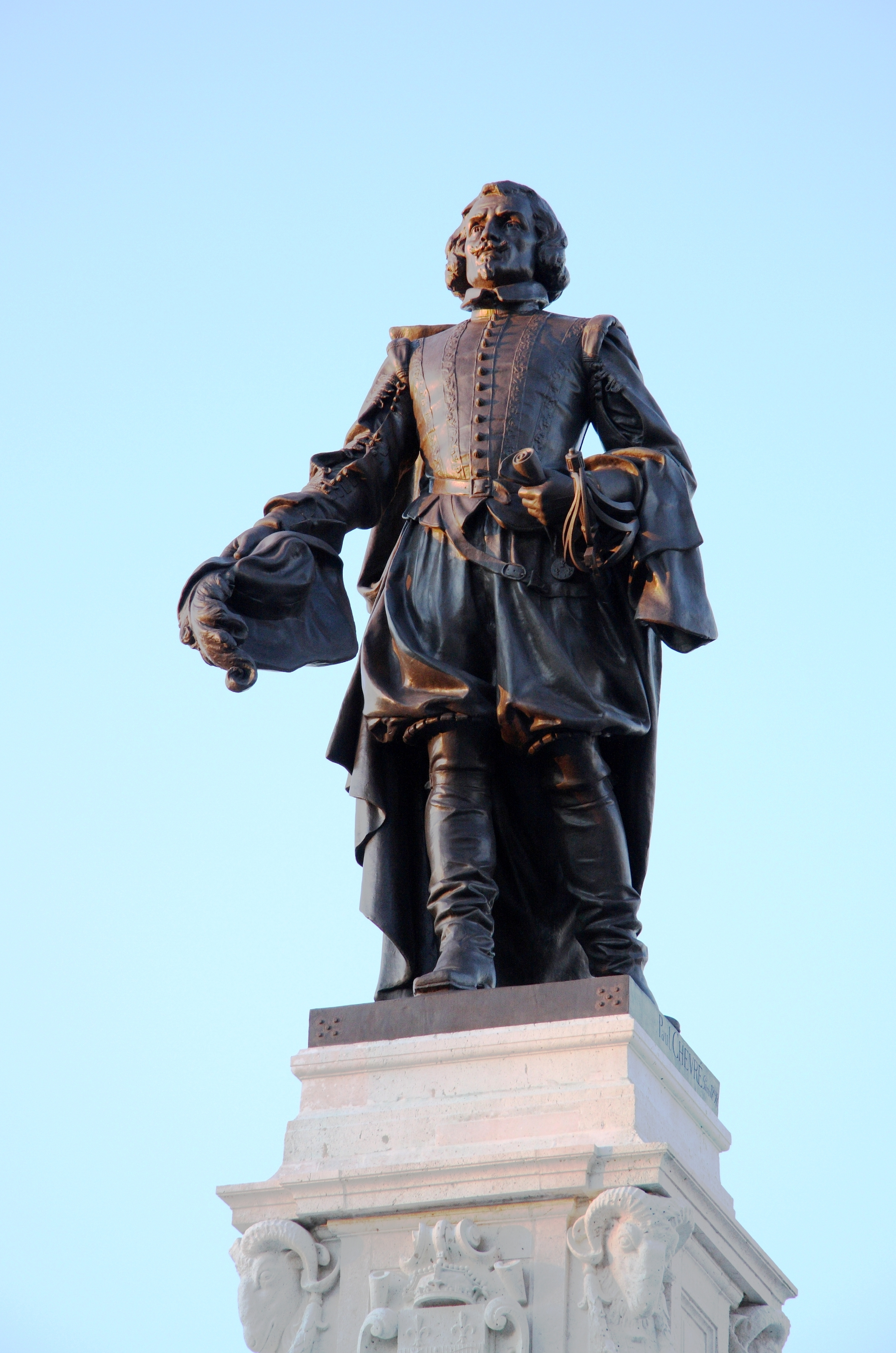
퀘벡시에 세워진 샹플랭의 동상

## 유산
사뮈엘 드 샹플랭은 17세기에 프랑스의 확장의 거대한 개척자들 중의 하나로서 기억된다. 그는 아카디아와 퀘벡시를 포함한 몇몇의 정착지들을 형성하였다. 그는 또한 지방의 거의를 탐험하여 지도에 정밀하게 표하였다. 그의 여행들은 프랑스가 북아메리카 대륙에 통치를 얻어 캐나다의 국가를 형성할 수 있도록 하였다. 샹플랭은 자신의 항해들에 관련된 자신의 문서들을 써 그 뒤에 남겨졌다. 그의 이야기들은 자신이 탐험한 많은 지역들, 토착민들, 지방 동식물들과 다수의 지도들을 묘사하였다. 샹플랭은 캐나다를 통하여 영광이다. 샹플랭 호를 포함하여 많은 장소들이 그의 이름을 땄다. 그러나 그의 유산은 퀘벡시에서 최고로 보였다. 샹플랭의 사망 당시 누벨프랑스에는 거의 300명의 프랑스 개척자들이 살고 있었다. 현재 그들은 7백만명 이상의 인구를 가지고 있다. 퀘벡시는 지속적으로 번성하는 지역이면서 아직도 오늘날 퀘벡주의 수도이다.